# Milan Kundera
Milan Kundera (AFI: [ˈmɪlan ˈkundɛra]; Brno, 1º aprile 1929 – Parigi, 11 luglio 2023) è stato uno scrittore, poeta, saggista e drammaturgo cecoslovacco di etnia ceca, naturalizzato francese. La sua opera più nota è il romanzo L'insostenibile leggerezza dell'essere.

## Biografia
Nato a Brno, nell'allora Cecoslovacchia (attualmente in Repubblica Ceca), il 1º aprile del 1929, Kundera studiò letteratura e musica a Praga. Suo padre Ludvík (1891-1971) era direttore dell'Accademia musicale di Brno, la JAMU, e un noto pianista. Fin da piccolo Kundera studiò musica, in particolare pianoforte, e la passione per la musica tornerà spesso nei suoi testi letterari. Pubblica le prime poesie ancora adolescente, grazie al cugino Ludvík, di alcuni anni più anziano di lui, figura poliedrica nella cultura ceca, poeta uscito negli anni della Seconda guerra mondiale dalla costola "surrealista" del gruppo RA, prosatore, pittore, traduttore dal tedesco e studioso del Dadaismo, all'epoca già collaboratore di varie riviste letterarie.
Dopo aver seguito per un anno (a partire dal 1948) i corsi di letteratura all'Università Carolina di Praga, Kundera passa alla Scuola di Cinema, la FAMU, dove si laureò e dove in seguito tenne corsi di letterature comparate. Nel 1948, ancora studente, si iscrisse al Partito Comunista, ma ne fu espulso nel 1950 per via di alcune critiche alla sua politica culturale contenute in una lettera a lui indirizzata da un amico; tuttavia nel 1956 fu riammesso, diventando un punto di riferimento importante nelle discussioni di quegli anni. Nel 1968 si schierò apertamente a favore della cosiddetta "Primavera di Praga", e fu per questo costretto a lasciare il posto di docente e, nel 1970, nuovamente espulso dal partito.
Nel 1975 è emigrato in Francia, ove ha insegnato alle Università di Rennes e di Parigi, dove ha vissuto fino alla morte con la moglie Vera Hrabanková. Nel 1979, a seguito della pubblicazione de Il libro del riso e dell'oblio, gli fu tolta la cittadinanza cecoslovacca. Nel 1981, grazie a un interessamento da parte del presidente francese François Mitterrand, ottenne quella francese. Nel 2008 un documento rinvenuto a Praga negli archivi della Polizia e ritenuto attendibile testimonia di una sua delazione, nel 1950, nei confronti di un ventenne impegnato in un'ingenua operazione di "spionaggio" tra Germania Ovest e Cecoslovacchia; il giovane venne poi condannato a 22 anni di lavori forzati. Kundera ha sempre negato ogni responsabilità nella vicenda.
Dopo la Primavera di Praga le sue opere sono state proibite in Cecoslovacchia; i suoi romanzi più recenti li ha scritti in lingua francese e solo negli ultimi anni ne ha permesso la traduzione in lingua ceca. Anche per questa ragione, Kundera subì forti critiche in patria, persino negli ambienti del dissenso, sin dall'atto della pubblicazione nel 1984 del suo più clamoroso successo, L'insostenibile leggerezza dell'essere, in Francia. Bisognerà attendere sino al 2006 affinché Kundera dia il permesso di pubblicazione del romanzo anche nella Repubblica Ceca, fino a quel momento in ceco esisteva soltanto quella pubblicata da una casa editrice dell'emigrazione a Toronto nel 1985.
È morto nella sua casa di Parigi, dopo una lunga malattia, l'11 luglio 2023 a 94 anni.

## La scrittura
Dopo tre volumi di poesia (i primi due alquanto radicati nella realtà politica del tempo), un testo teatrale che sembra forse risentire del pensiero sartriano, e un saggio sulla prosa di Vladislav Vančura, Kundera ottiene un grande successo a partire dal 1963 con il primo dei tre volumetti di racconti degli Amori ridicoli (poi riuniti in un unico volume nel 1970), che si fanno notare per la loro satira pungente e corrosiva, e poi soprattutto col suo primo romanzo, Lo scherzo. Uscito nel 1967 mentre il paese sta attraversando i forti cambiamenti che porteranno alla cosiddetta "Primavera di Praga", il libro è un'amara ricostruzione della realtà cecoslovacca del secondo dopoguerra, e vince il premio dell'Unione degli Scrittori Cechi.
Kundera tornerà ancora a teatro con tre opere, l'ultima delle quali sarà Jacques e il suo padrone, variazione da Jacques il fatalista e il suo padrone di Denis Diderot, ma sarà soprattutto il romanzo e la saggistica a interessarlo. Nei successivi romanzi, soprattutto in quelli del periodo francese, Kundera svilupperà un proprio stile personale, quello del "romanzo-saggio", alternando cioè elementi tipicamente narrativi a vere e proprie parentesi saggistiche.

## Riconoscimenti
Tra i molti riconoscimenti ricevuti da Kundera ci sono:
- 1973 il Prix Médicis
- 1978 il premio Mondello
- 1981 l'American Common Wealth Award alla carriera
- 1985 il Jerusalem Prix
- 1987 il Premio di Stato austriaco per la letteratura europea
- 1987 il Nelly-Sachs-Preis[3]
- 1990 la Legion d'onore
- 1991 l'Independent Foreign Fiction Prize
- 1994 il Jaroslav-Seifert-Prize[4]
- 1995 la Medal of Merit di 1º grado[5]
- 2000 il Premio Herder
- 2001 il Gran premio di letteratura dell'Accademia francese[6]
- 2020 il Premio Franz Kafka[7]

Nel 2011 le sue opere sono state raccolte in due volumi, a cura di François Ricard, nella "Bibliothèque de la Pléiade", collana prestigiosa della Gallimard dove solo raramente vengono ammessi autori viventi.

## Opere

### Romanzi
In lingua ceca
- Lo scherzo (Žert, 1967), trad. di Arrigo Bongiorno, Milano, Mondadori, 1969; nuova trad. di Antonio Barbato [cioè, Giuseppe Dierna], Milano, Adelphi, 1986, ISBN 88-459-0803-8.
- Il valzer degli addii (Valčík na rozloučenou, 1972), trad. di Serena Vitale, Milano, Bompiani, 1977; Milano, Adelphi, 1989, ISBN 88-459-1306-6.
- La vita è altrove (Život je jinde, 1973), trad. di Serena Vitale, Milano, Mondadori, 1976; Milano, Adelphi, 1987, ISBN 88-459-0895-X.
- Il libro del riso e dell'oblio (Kniha smíchu a zapomnění, 1978), trad. di Serena Vitale, Milano, Bompiani, 1980; nuova trad. e cura di Alessandra Mura, Milano, Adelphi, 1991, ISBN 88-459-1354-6.
- L'insostenibile leggerezza dell'essere (Nesnesitelná lehkost bytí, 1984), trad. di Antonio Barbato [= Giuseppe Dierna], Milano, Adelphi, 1985, ISBN 88-459-0686-8.
- L'immortalità (Nesmrtelnost, 1990), trad. di Alessandra Mura, Milano, Adelphi, 1990, ISBN 88-459-0971-9.

In lingua francese
- La lentezza (La Lenteur, 1995), trad. di Ena Marchi, Milano, Adelphi, 1995, ISBN 88-459-1447-X.
- L'identità (L'Identité, 1997), trad. di Ena Marchi, Milano, Adelphi, 1997, ISBN 88-459-1664-2.
- L'ignoranza (L'Ignorance, 2001), trad. di Giorgio Pinotti, Milano, Adelphi, 2001, ISBN 88-459-1795-9.
- La festa dell'insignificanza (La fête de l'insignifiance, 2013), trad. di Massimo Rizzante, Milano, Adelphi, 2013, ISBN 978-88-459-2854-3.

### Raccolte di racconti
- Amori ridicoli (Směšné lásky, 1968), trad. di Serena Vitale, Milano, Mondadori, 1973; nuova trad. di Antonio Barbato (cioè, Giuseppe Dierna), Milano, Adelphi, 1988, ISBN 88-459-1078-4.

### Saggistica
- O sporech dědických, 1955
- Umění románu: Cesta Vladislava Vančury za velkou epikou, 1960
- Il destino boemo (Český úděl, 1968) e Radicalismo ed esibizionismo (Radikalismus a exhibicionismus, 1969), trad. di Giuseppe Dierna, in "Il Sessantotto ceco e il destino di una nazione", MicroMega, 2018, n. 2, pp. 130-159.
- L'occidente rubato e la tragedia dell'Europa centrale (Únos západu aneb Tragédie střední Evropy), 1983
  - Un Occidente prigioniero, premessa di Pierre Nora, traduzione di Giorgio Pinotti, Piccola Biblioteca, Milano, Adelphi, 2022, ISBN 978-88-459-3672-2. [oltre al discorso del 1983, contiene anche un altro, del 1967: La letteratura e le piccole nazioni, premesso da Jacques Rupnik]
- L'arte del romanzo. Saggio (L'Art du roman, 1986), trad. di Ena Marchi e Anna Ravano, Milano, Adelphi, 1988, ISBN 88-459-0278-1.
- I testamenti traditi (Les Testaments trahis, 1993), trad. di Maia Daverio, Milano, Adelphi, 1994, ISBN 88-459-1546-8.
- Il sipario (Le Rideau, 2005), trad. di Massimo Rizzante, Milano, Adelphi, 2005, ISBN 88-459-1959-5.
- Un incontro (Une rencontre, 2009), trad. di Massimo Rizzante, Milano, Adelphi, 2009, ISBN 88-459-2364-9.
- Praga, poesia che scompare, traduzione di Giorgio Pinotti, Collana Piccola Biblioteca n.803, Milano, Adelphi, 2024, ISBN 978-88-459-3876-4.

### Raccolte di poesia
- L'uomo, ampio giardino (Člověk, zahrada širá, 1953)
- L'ultimo maggio (Poslední máj, 1955, poi 1961)
- Monologhi (Monology, 1965)

### Drammaturgie
- I proprietari delle chiavi (Majitelé klíčů, 1962)
- Una castroneria (Ptákovina, 1966)
- Due orecchie, due nozze (Dvě uši, dvě svatby, 1968)
- Jacques e il suo padrone. Omaggio a Denis Diderot in tre atti (Jakub a jeho pán: Pocta Denisu Diderotovi, 1971; Jacques et son maître, hommage à Denis Diderot, 1984), trad. di Alessandra Mura, Milano, Adelphi, 1993, ISBN 88-459-0956-5.

### Scritti vari
- in Antonio Moscato, La ferita di Praga. Dalla primavera di Dubcek al rinnovamento di Gorbaciov, Edizioni Associate, 1988 (con testi e interventi di Alexander Dubček, Milan Kundera, Petr Uhl e i principali documenti della primavera di Praga)
- Intervista con Milan Kundera, a cura di Christian Salmon, introduzione di Emanuele Trevi, trad. Irene Duranti, Roma, Minimum fax, 1999, ISBN 88-86568-72-X
- Milan Kundera, monografia di "Riga", n.20, a cura di Massimo Rizzante e Marco Belpoliti, Marcos y Marcos, 2002, ISBN 88-7168-337-4 (leggibile parzialmente qui)
- Massimo Rizzante, L'albero. Saggi sul romanzo, Presentazione di M. Kundera, Venezia, Marsilio, 2007, ISBN 978-88-317-9172-4
- in Oscar V. Milosz, Sinfonia di novembre e altre poesie, Milano, Adelphi, 2008 (prefazione di Milan Kundera)
- Alessandro Catalano e Simone Guagnelli (a cura di), eSamizdat, VII, n. 2-3, 2009 (n. speciale sulla "Primavera di Praga", scaricabile qui)

## Filmografia

### Adattamenti per cinema e TV di suoi racconti e opere teatrali
- Nikdo se nebude smát (1965)
- Vlasnici kljuceva (1968) - Film TV
- Já, truchlivý buh (1969)
- Próxima salida a 50 metros (1995)

### Adattamenti dai suoi romanzi
- Lo scherzo (Zert, 1969)
- L'insostenibile leggerezza dell'essere (The Unbearable Lightness of Being, 1988)